# Kumkısık
Kumkısık ist ein Dorf im Landkreis Denizli der gleichnamigen türkischen Provinz. Kumkısık liegt etwa 13 km nordwestlich der Provinzhauptstadt Denizli. Kumkısık hatte laut der letzten Volkszählung 483 Einwohner (Stand Ende Dezember 2010).